# Ridha Lahouel
Ridha Lahouel, né le 10 janvier 1957 à Ksar Hellal, est un homme politique tunisien.

## Biographie

### Carrière professionnelle
Ingénieur en industrie agroalimentaire, diplômé de l'École supérieure des industries alimentaires de Tunis en 1983, il est directeur régional du commerce de 1994 à 2010, occupant cette fonction à Tozeur, Mahdia, Nabeul et l'Ariana. En parallèle, il enseigne dans plusieurs établissements et assure une émission sur Radio Monastir dédiée à la distribution commerciale et à la consommation.
Enseignant à l'école de la garde nationale et de la protection civile à Bir Bouregba entre 2002 et 2007 et directeur général de la Société tunisienne des marchés de gros de 2012 à 2013, il est nommé en 2010 directeur général de l'Institut national de la consommation, premier du genre dans le monde arabe, succédant à Ali Gharbi à ce poste, qu'il occupe jusqu'en 2012.

### Carrière politique
Le 24 août 2013, il est nommé gouverneur de Bizerte en remplacement d'Abderrazak Ben Khelifa, fonction qu'il occupe jusqu'au 14 février 2015.
Le 6 février 2015, il est désigné comme ministre du Commerce au sein du gouvernement Habib Essid, en tant qu'indépendant. Il prend la place de Slim Chaker, précédemment proposé à ce poste dans la liste du 26 janvier et devenu ministre des Finances.
Le 29 mars 2016, il est nommé président du Conseil national de la statistique puis, le 8 juin, adhère au parti Afek Tounes avant de rejoindre Al Badil Ettounsi.

## Vie privée
Ridha Lahouel est marié.